# Karoline von Woltmann
Karoline von Woltmann (født Stosch 6. marts 1782 i Berlin, død 18. november 1847 sammesteds) var en tysk forfatter.
Hun var 1799–1804 gift med krigsråden Karl Müchler og frå 1805 med Karl Ludwig von Woltmann. Hun udgav adskillige romaner og samlinger af böhmiske folkesagaer. Endvidere udgav hun sin mands samlede arbejder og et litteraturhistoriskt værdifuldt udvalg af familiens korrespondance (Deutsche Briefe, 1834).